# Ułudka

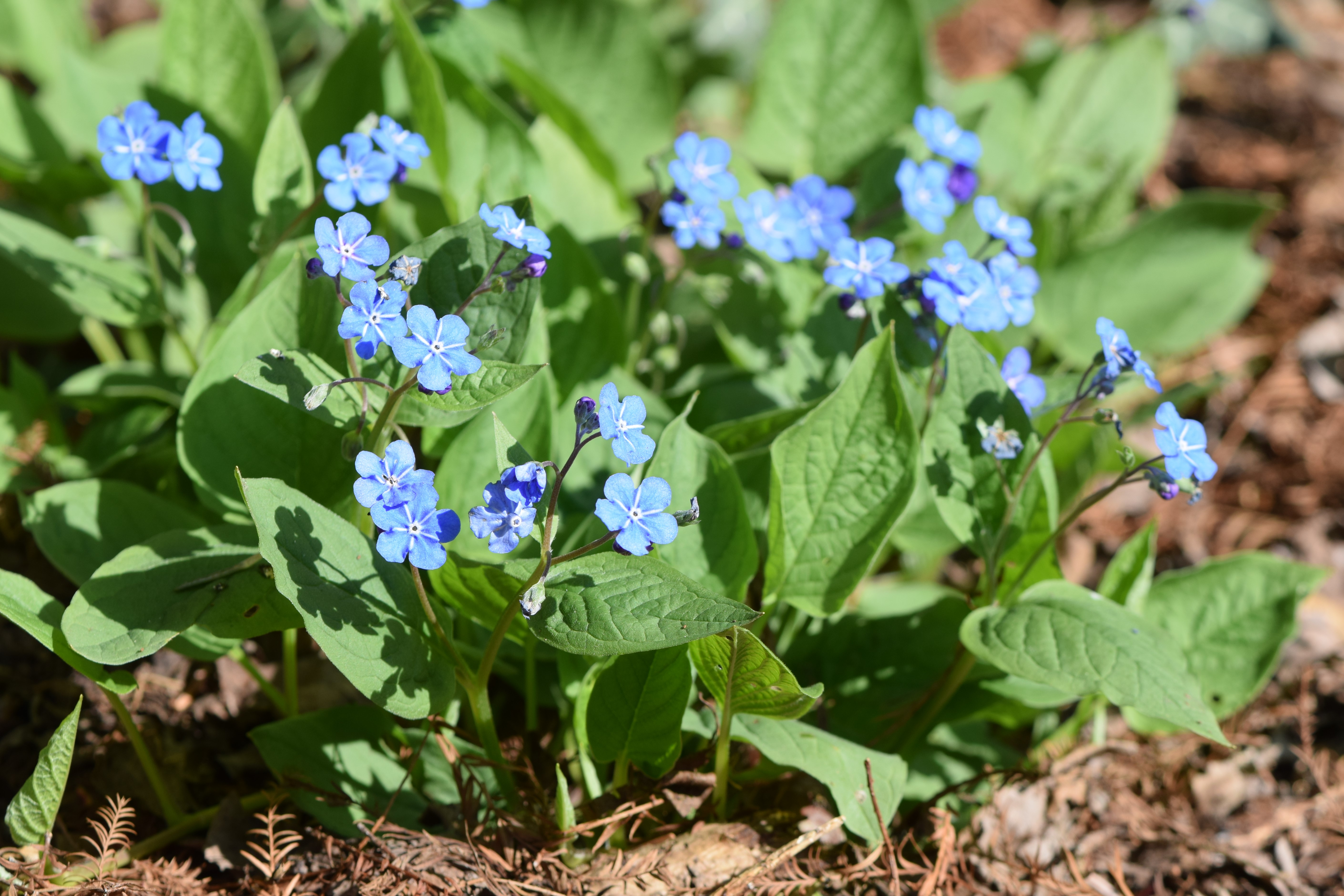
Ułudka wiosenna

Ułudka (Omphalodes Mill.) – rodzaj roślin z rodziny ogórecznikowatych. W tradycyjnym, szerokim ujęciu obejmował ponad 20 gatunków, ale po podziale zachowano tu tylko 11 gatunków. Zasięg rodzaju rozciąga się na południową Europę i południowo-zachodnią Azję – na obszarze od Portugalii po Pakistan. Rośliny te zasiedlają różne siedliska – piaszczyste, słoneczne murawy, cieniste lasy, tereny skaliste, w tym urwiska i wejścia do jaskiń. Jedyny rodzimy dla Polski przedstawiciel tego gatunku w tradycyjnym ujęciu – ułudka leśna przeklasyfikowany został do odrębnego rodzaju Memoremea.
Pospolicie uprawianym i dziczejącym w całej Europie gatunkiem jest ułudka wiosenna O. verna, poza tym uprawiana bywa ułudka kapadocka O. cappadocica.

## Morfologia
PokrójRośliny zielne, zarówno jednoroczne, dwuletnie, jak i byliny osiągające do 40 cm wysokości. Pędy zwykle owłosione.
LiścieSkrętoległe, odziomkowe sercowate do lancetowatych lub łopatkowatych, wyższe liście łodygowe węższe.
KwiatyNiebieskie lub białe o średnicy do 1 cm. Kielich z działkami zrośniętymi tylko u nasady. Talerzykowata korona kwiatu powstaje ze zrośniętych pięciu płatków u nasady tworzących krótką rurkę. Przy wlocie rurki znajduje się pięć osklepek. Pręcików jest pięć, są krótkie i ukryte w rurce korony. Zalążnia górna, czterokomorowa, z szyjką krótszą od rurki i pręcików.
OwoceRozłupnie rozpadające się na cztery spłaszczone, gładkie lub owłosione rozłupki, zwykle oskrzydlone.

## Systematyka
Rodzaj należy do plemienia Omphalodeae w podrodzinie Cynoglossoideae w obrębie rodziny ogórecznikowatych Boraginaceae.
Rodzaj w tradycyjnym ujęciu dominującym w XX wieku ujmowany był szeroko (obejmował ponad 20 gatunków rozprzestrzenionych na różnych kontynentach). Badania molekularne na początku XXI wieku ujawniły, że w takim ujęciu rodzaj był taksonem polifiletycznym i zaliczane go niego gatunki w istocie należą do trzech różnych plemion w obrębie rodziny ogórecznikowatych. W efekcie wyodrębniono środkowoeuropejską ułudkę leśną w monotypowy rodzaj Memoremea stanowiący klad bazalny w obrębie plemienia Asperugeae. Wschodnioazjatyckie gatunki utworzyły rodzaj Nihon w obrębie plemienia Bothriosperminae. Z kolei z pozostałych gatunków tworzących grad ewolucyjny w plemieniu Omphalodeae część wydzielono w osobne rodzaje: Selkirkia, Iberodes i Gyrocaryum. Mimo to rodzaj wciąż uznawany jest za takson parafiletyczny. 
Wykaz gatunków
- Omphalodes cappadocica (Willd.) DC. – ułudka kapadocka
- Omphalodes davisiana Kit Tan & Sorger
- Omphalodes heterophylla Rech.f. & Riedl
- Omphalodes kusnezowii Kolak.
- Omphalodes luciliae Boiss.
- Omphalodes nedimeae Aykurt & Sümbül
- Omphalodes nitida (Willd.) Hoffmanns. & Link
- Omphalodes ripleyana P.H.Davis
- Omphalodes runemarkii Strid & Kit Tan
- Omphalodes rupestris Rupr. ex Boiss.
- Omphalodes verna Moench – ułudka wiosenna

Zaliczane tu tradycyjnie takie gatunki jak ułudka lnolistna O. linifolia i ułudka leśna O. scorpioides klasyfikowane są współcześnie odpowiednio jako Iberodes linifolia i Memoremea scorpioides.